# Christopher Lloyd (producer)
Christopher Lloyd (født 18. juni 1960) er en amerikansk tv-producer og manuskriptforfatter. Lloyd er medskaberen og executive producer af ABC' mockumentary-familie sitcom Modern Family, som han skabte og producerede sammen med Steven Levitan. Lloyd har haft en omfattende karriere i mange serier, primært i Frasier.
Lloyd har vundet 12 Primetime Emmy Awards for sit arbejde på Modern Family og Frasier. Han holder rekorden for vundne Primetime Emmy-priser både som komedie- eller dramaserieproducent.

## Karriere
Lloyd begyndte som manuskriptforfatter i de første fire sæsoner af The Golden Girls. Derefter skrev han for komedien Wings; derefter Frasier, hvor han blev seriens showrunner. Mens han var executive producer, vandt Frasier Primetime Emmy Award for Outstanding Comedy Series i fem år i træk, hvilket var første gang nogen serie havde gjort det. Lloyd forlod Frasier efter dens syvende sæson, og vendte derefter tilbage til roret sin sidste (ellevte) sæson. Derefter producerede han serien Out of Practice (hvor han for første gang arbejdede med Modern Familys Ty Burrell); Back To You; og Modern Family, som også vandt Emmy Award for Outstanding Comedy Series i fem på hinanden følgende år. Som manuskriptforfatter inkluderer Lloyds arbejde den animerede tegnefilm Flushed Away (2006), som han modtog en Annie Award for. I 2000 indgik han en samlet aftale hos Paramount. Han stoppede i 2006 for at slutte sig til Fox i partnerskab med Steven Levitan.

## Privatliv
Lloyd er søn af Arline og sitcom-forfatteren David Lloyd (1934–2009). Siden 1995 har han været gift med skuespilleren, forfatter og voiceover-kunstneren Arleen Sorkin, med hvem han har to sønner, Eli og Owen.

## Filmografi
| År        | Titel                                        | Krediteret som | Krediteret som | Netværk |
| År        | Titel                                        | Forfatter      | Producer       | Netværk |
| --------- | -------------------------------------------- | -------------- | -------------- | ------- |
| 1986–1989 | The Golden Girls                             | Ja             | Nej            | NBC     |
| 1991–1993 | Wings                                        | Ja             | Ja             | NBC     |
| 1993–2004 | Frasier                                      | Ja             | Executive      | NBC     |
| 2005–2006 | Out of Practice                              | Ja             | Executive      | CBS     |
| 2007–2008 | Back to You                                  | Ja             | Executive      | Fox     |
| 2009–2020 | Modern Family                                | Ja             | Executive      | ABC     |
| TBA       | Untitled Alec Baldwin/Kelsey Grammer project | Ja             | Executive      | TBA     |

## Credits for forfatterskab
The Golden Girls
- "Second Motherhood"
- "The Sisters"
- "Dorothy's Prized Pupil"
- "Nothing to Fear But Fear Itself"
- "Strange Bedfellows"
- "The Artist"
- "Mixed Blessings"
- "The One That Got Away"
- "Scared Straight"
- "Blind Date"
- "Little Sister"

Wings
- "Marriage, Italian Style"
- "The Taming of the Shrew"
- "Take My Life, Please"
- "Lifeboat"
- "It May Have Happened One Night"
- "Goodbye Old Friend"

Frasier
- "I Hate Frasier Crane"
- "Miracle on Third or Fourth Street"
- "Flour Child"
- "Fool Me Once, Shame on You..."
- "Dark Victory"
- "Shrink Rap"
- "Moon Dance" (med Joe Keenan, Rob Greenberg, Jack Burditt, Chuck Ranberg, Anne Flett-Giordano, Linda Morris og Vic Rauseo vandt i kategorien Outstanding Writing for a Comedy Series ved de 48. Primetime Emmy Awards)
- "The Show Where Diane Comes Back"
- "Mixed Doubles"
- "The 1000th Show" (with Joe Keenan)
- "Perspectives on Christmas"
- "Good Grief"
- "Rivals"
- "Something Borrowed, Someone Blue" (with Joe Keenan)
- "High Holidays"
- "Goodnight, Seattle" (med Joe Keenan) (Seriefinale)

Modern Family
- "Pilot" (med Steven Levitan og vandt Episodic Comedy ved Writers Guild of America Awards 2009 og Outstanding Writing for a Comedy Series ved 62. Primetime Emmy Awards)
- "Coal Digger"
- "Up All Night"
- "Manny Get Your Gun" (story credits)
- "Party Crasher" (med Danny Zuker)"
- "The Feud" (story credits)
- "The Wedding (Part 2)" (med Megan Ganz og Dan O'Shannon)
- "Legacy" (med Jack Burditt)
- "Finale" (med Jack Burditt, Elaine Ko, Danny Zucker, Vali Chandrasekaran, Brad Walsh og Paul Corrigan)

## Producing credits
- Dream for an Insomniac (1996)